# Nuoto ai Giochi della IX Olimpiade - 100 metri stile libero maschili
La competizione 100 metri stile libero maschili di nuoto dei Giochi della IX Olimpiade si è svolta dal 10 all'11 agosto 1928 al Olympic Sports Park Swim Stadium di Amsterdam.

## Risultati

### Primo turno
Si svolse il 10 agosto. I primi due di ogni serie più il miglior tempo degli esclusi furono ammessi alle semifinali.
| Pos. | Concorrente     | Nazione     | Tempo  |
| ---- | --------------- | ----------- | ------ |
| 1    | Walter Laufer   | Stati Uniti | 1'00"8 |
| 2    | Katsuo Takaishi | Giappone    | 1'01"2 |
| 3    | August Heitmann | Germania    | 1'02"2 |
| 4    | Eskil Lundahl   | Svezia      | 1'03"0 |
| 5    | Hernán Schüler  | Cile        |        |

| Pos. | Concorrente         | Nazione   | Tempo  |
| ---- | ------------------- | --------- | ------ |
| 1    | Rezso Wanié         | Ungheria  | 1'03"4 |
| 2    | Francisco Uranga    | Argentina | 1'05"6 |
| 3    | Gustave Klein       | Francia   | 1'05"8 |
| 4    | Horacio Astaburuaga | Cile      |        |
| 5    | Martial Van Schelle | Belgio    |        |

| Pos. | Concorrente        | Nazione       | Tempo  |
| ---- | ------------------ | ------------- | ------ |
| 1    | Johnny Weissmuller | Stati Uniti   | 1'00"0 |
| 2    | Walter Spence      | Canada        | 1'00"6 |
| 3    | Norman Brooks      | Gran Bretagna | 1'03"4 |
| 4    | Herbert Heinrich   | Germania      |        |

| Pos. | Concorrente     | Nazione  | Tempo  |
| ---- | --------------- | -------- | ------ |
| 1    | Antal Gáborfi   | Ungheria | 1'04"0 |
| 2    | Antonio Conelli | Italia   | 1'07"0 |
| 3    | Adán Gordón     | Panama   | 1'10"8 |

| Pos. | Concorrente           | Nazione   | Tempo  |
| ---- | --------------------- | --------- | ------ |
| 1    | Alberto Zorrilla      | Argentina | 1'01"8 |
| 2    | Knut Olsen            | Norvegia  | 1'05"0 |
| 3    | Sven-Pelle Pettersson | Svezia    | 1'06"4 |
| 4    | Faelo Zúñiga          | Cile      |        |

| Pos. | Concorrente   | Nazione       | Tempo  |
| ---- | ------------- | ------------- | ------ |
| 1    | George Kojac  | Stati Uniti   | 1'01"6 |
| 2    | Karl Schubert | Germania      | 1'03"8 |
| 3    | Reg Sutton    | Gran Bretagna | 1'04"0 |
| 4    | Munroe Bourne | Canada        |        |

| Pos. | Concorrente    | Nazione     | Tempo  |
| ---- | -------------- | ----------- | ------ |
| 1    | István Bárány  | Ungheria    | 1'01"2 |
| 2    | Emilio Polli   | Italia      | 1'04"0 |
| 3    | Henk van Essen | Paesi Bassi | 1'07"4 |
| 4    | José González  | Spagna      |        |

### Semifinali
Si disputarono il 10 agosto. I primi due di ogni serie più il miglior tempo degli esclusi furono ammessi alla finale.
| Pos. | Concorrente     | Nazione     | Tempo  |
| ---- | --------------- | ----------- | ------ |
| 1    | Katsuo Takaishi | Giappone    | 1'00"0 |
| 2    | Walter Laufer   | Stati Uniti | 1'00"6 |
| 3    | Walter Spence   | Canada      | 1'01"4 |
| 4    | Antal Gáborfi   | Ungheria    | 1'04"8 |
| 5    | Antonio Conelli | Italia      |        |

| Pos. | Concorrente      | Nazione     | Tempo  |
| ---- | ---------------- | ----------- | ------ |
| 1    | George Kojac     | Stati Uniti | 1'01"0 |
| 2    | Alberto Zorrilla | Argentina   | 1'01"6 |
| 3    | Rezso Wanié      | Ungheria    | 1'03"8 |
| 4    | Francisco Uranga | Argentina   |        |
| 5    | Karl Schubert    | Germania    |        |

| Pos. | Concorrente        | Nazione     | Tempo  |
| ---- | ------------------ | ----------- | ------ |
| 1    | Johnny Weissmuller | Stati Uniti | 58"6   |
| 2    | István Bárány      | Ungheria    | 1'00"8 |
| 3    | August Heitmann    | Germania    |        |
| 4    | Knut Olsen         | Norvegia    |        |
| 5    | Emilio Polli       | Italia      |        |

### Finale
| Pos.    | Concorrente        | Nazione     | Tempo  |
| ------- | ------------------ | ----------- | ------ |
| Oro     | Johnny Weissmuller | Stati Uniti | 58"6   |
| Argento | István Bárány      | Ungheria    | 59"8   |
| Bronzo  | Katsuo Takaishi    | Giappone    | 1'00"0 |
| 4       | George Kojac       | Stati Uniti | 1'00"8 |
| 5       | Walter Laufer      | Stati Uniti | 1'01"0 |
| 6       | Walter Spence      | Canada      | 1'01"4 |
| 7       | Alberto Zorrilla   | Argentina   | 1'01"6 |